# Remoulins
Remoulins ist eine Gemeinde mit 2268 Einwohnern (Stand 1. Januar 2022) in Frankreich im Département Gard in der Region Okzitanien.

## Geographie
Durch das Gemeindegebiet fließt der Gardon, der etwas weiter westlich vom Pont du Gard überquert wird.
Die Gemeinde ist Sitz des Kommunalverbands Communauté de communes du Pont du Gard.

## Geschichte
Die Gegend war bereits in frühgeschichtlicher Zeit besiedelt. In der Nähe des Pont du Gard liegt die Grotte de la Salpêtrière, die bereits vor rund 19.000 Jahren bewohnt wurde. Auch Kelten und Römer hinterließen ihre Spuren.

## Bevölkerung
| 1962 | 1968 | 1975 | 1982 | 1990 | 1999 | 2008 | !2017 |
| ---- | ---- | ---- | ---- | ---- | ---- | ---- | ----- |
| 1510 | 1752 | 1898 | 1845 | 1771 | 1996 | 2381 | 2281  |

## Sehenswürdigkeiten

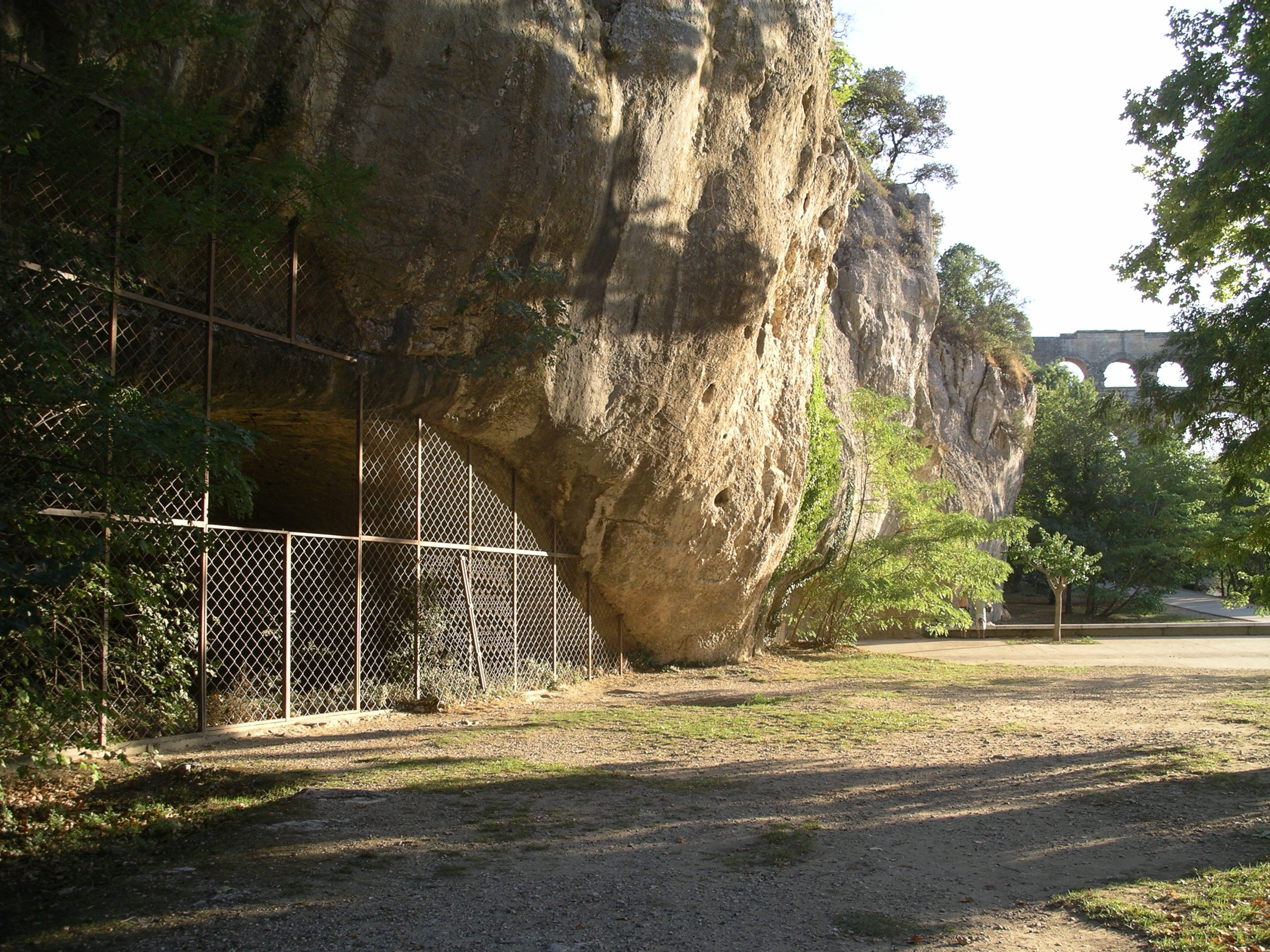
Grotte de la Salpêtrière

- Pont du Gard
- Grotte de la Salpêtrière